# Добка
Добка (пол. Dobka) — річка в Польщі, у Цешинському повіті Сілезького воєводства. Права притока Вісли, (басейн Балтійського моря).

## Опис
Довжина річки приблизно 5,56 км, найкоротша відстань між витоком і гирлом — 4,68 км, коефіцієнт звивистості річки — 1,19 . Формується притоками, багатьма безіменними струмками і частково каналізована.

## Розташування
Бере початок на західній стороні від гори Три Копця Вішланських. Тече переважно на північний захід і на південно-східній стороні від міста Устронь впадає у річку Віслу.

## Цікавий факт
- Річка частково протікає у межах міст Вісла та Устронь.

## Галерея

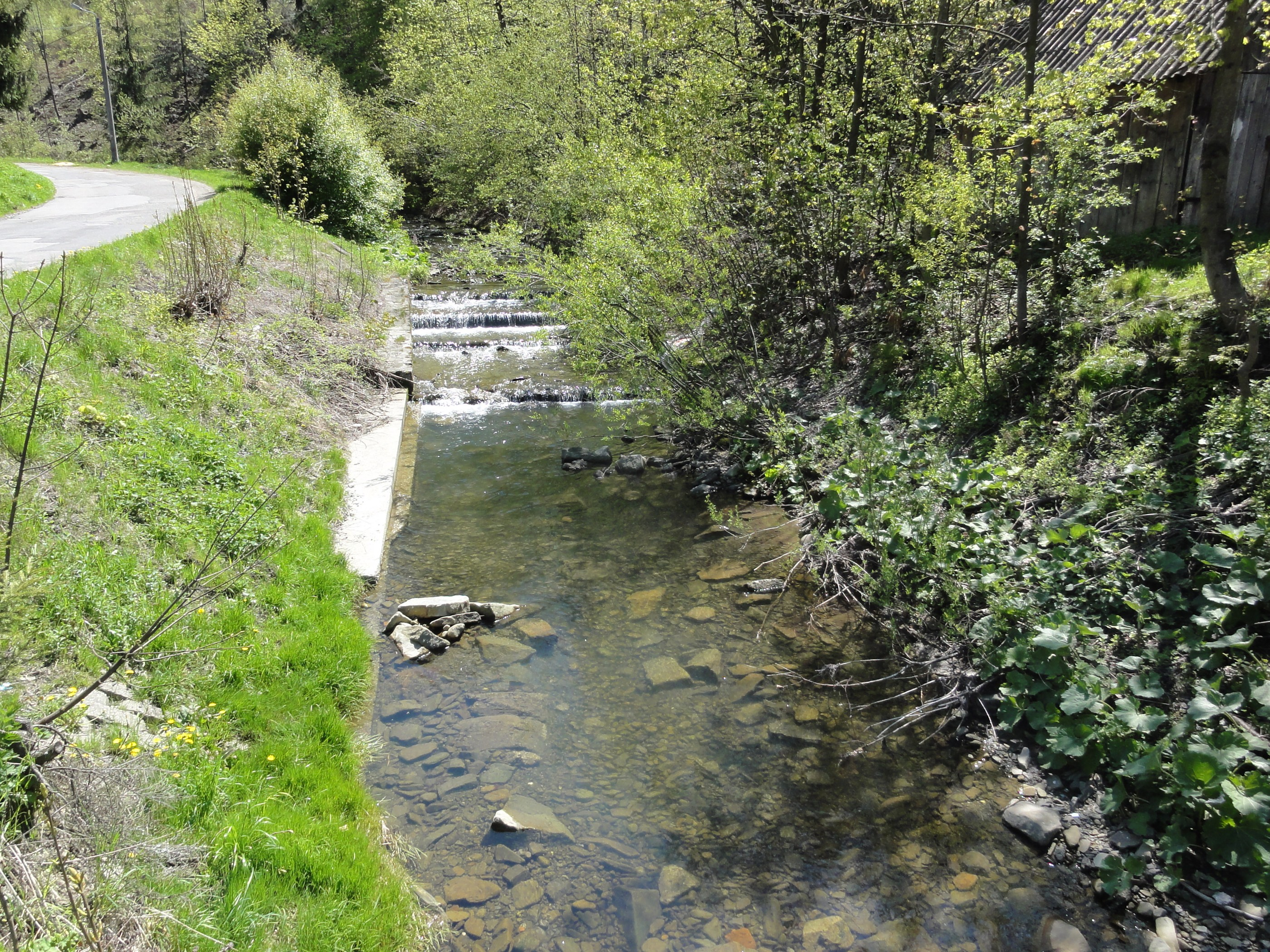